# جوناثان فوربس
جوناثان فوربس (بالإنجليزية: Jonathan Forbes)‏ هو ممثل أيرلندي، ولد في 23 سبتمبر 1976 بلندن في المملكة المتحدة.

## وصلات خارجية
- جوناثان فوربس على موقع IMDb (الإنجليزية)
- جوناثان فوربس على موقع ميوزك برينز (الإنجليزية)
- جوناثان فوربس على موقع قاعدة بيانات الفيلم (الإنجليزية)